# Four Seasons Hotel Cairo at Nile Plaza

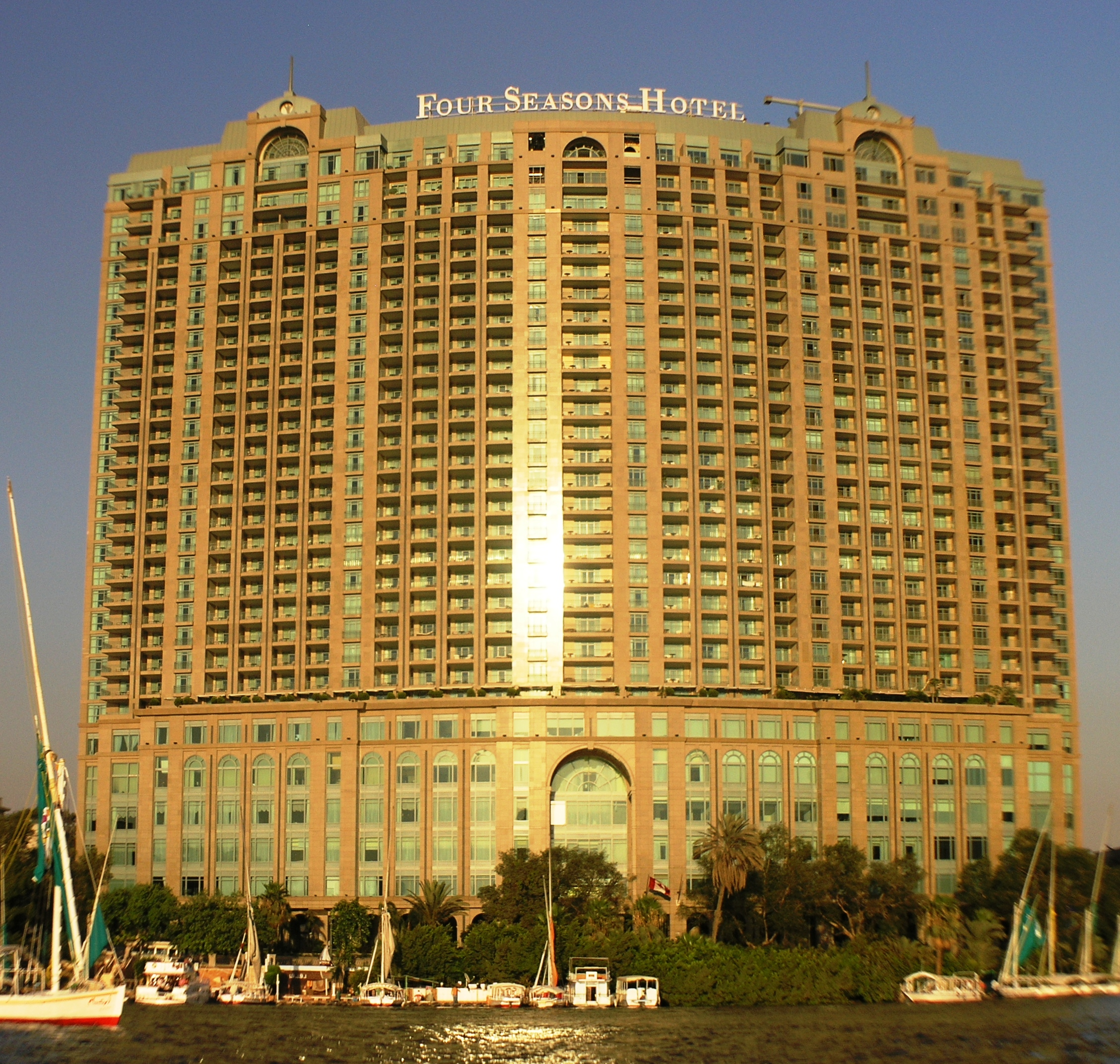
Four Seasons Hotel Cairo at Nile Plaza.

Four Seasons Hotel Cairo at Nile Plaza är ett 127 meter högt hotell i Kairo i Egypten.
Hotellet byggdes 1999 vid Nilen. Det tillhör kedjan Four Seasons Hotels.
Byggnaden har 366 rum och 144 sviter.
Höghuset ritades av den kanadensiska arkitektbyrån WZMH Architects.